# Per Eggers
Per Mikael Axel Eggers, född 3 februari 1951 i Undersåker, Jämtland, är en svensk skådespelare och sångare (tenor).

## Biografi
Eggers utexaminerades från Statens scenskola i Malmö 1975. 1977 medverkade han i Tältprojektet.
Han har gjort stora roller i pjäser som Folkfiende, Stormen och City of Angels på Dramaten och Stockholms stadsteater. Han har även spelat i farser som Spanska flugan och Charleys Tant, båda på Intiman. Eggers har dessutom gjort musikalroller i Little Shop of Horrors på Chinateatern och Skönheten och odjuret på Göta Lejon i Stockholm. Per Eggers är känd från TV-serier som Goda grannar (1987) och Nöjeskompaniet (1989). I den sistnämnda serien framförde han sketchen "Säg hej till publiken" tillsammans med Johannes Brost, där Brost spelade en buktalare, och Eggers en docka.  Sketchen uruppfördes i Revyn Plank på Narren-teatern 1965, då med Olle Andersson och Robert Broberg. Upphovsmännen var Wallerud & Widmark. 
Per Eggers är även sångare, och 1990 gav han ut albumet Eggers pärlor.
Eggers spelade flera små biroller i sketchprogrammet Reuter & Skoog och är också känd för rollen som den snäll-mesige kursdeltagaren Nisse i På kurs med Kurt.

### Familj
Per Eggers är bror till skådespelaren Catrin Eggers och morbror till skådespelarna Peter Eggers och Maria Eggers. Hotel Eggers i Göteborg är uppkallat efter hans anfader Emil Eggers.

## Filmografi (urval)
- 1976 – Sven Klangs kvintett
- 1980 – Prins Hatt under jorden
- 1981 – På kurs med Kurt (TV-serie)
- 1984 – Jag skall aldrig mer dricka öl
- 1984 – Skatten på Bråtehus (TV-serie)
- 1985 – Den tragiska historien om Hamlet – prins av Danmark (TV-serie)
- 1987 – Goda grannar (TV-serie)
- 1988 – Mimmi (TV-serie)
- 1988 – SOS – en segelsällskapsresa
- 1989 – Peter och Petra
- 1989 – Änglahund (röst som Kung Gator)
- 1989 – Den lilla sjöjungfrun (röst som Måzart)
- 1990 – Smash (TV-serie)
- 1990 – Hemligheten
- 1992 – Aladdin (röst som gatuförsäljaren)
- 1992 – Rederiet (TV-serie)
- 1993 – Macklean (TV-serie)
- 1993 – Den gråtande ministern (TV-serie)
- 1994 – Bert (TV-serie)
- 1994 – Good Night Irene
- 1994 – Svensson Svensson (TV-serie)
- 1995 – Pensionat Oskar
- 1996 – Ett sorts Hades (TV-teater)
- 2000 – Pistvakt – En vintersaga (TV-serie)
- 2001 – Kvinna med födelsemärke
- 2005 – Lovisa och Carl Michael (TV-serie)
- 2005 – Lilla kycklingen (röst som Tupp Kluck)
- 2008 – Svensson Svensson (TV-serie)
- 2013 – Hokus pokus Alfons Åberg (röst som trollkarlen)
- 2017 – The Lego Batman Movie (Röst)
- 2017 – Småstaden (TV-serie)
- 2017 – Jordskott (TV-serie)
- 2018 – Sommaren med släkten (TV-serie)

## Teater

### Roller (ej komplett)
| År   | Roll                               | Produktion                                                                                | Regi               | Teater                 |
| ---- | ---------------------------------- | ----------------------------------------------------------------------------------------- | ------------------ | ---------------------- |
| 1981 | Peter                              | En doft av honung (A Taste of Honey) Shelagh Delaney                                      | Per Lysander       | Stockholms stadsteater |
| 1989 | Mäster Simon En poliskommissarie   | Den girige (L'Avare) Molière                                                              | Wilhelm Carlsson   | Dramaten               |
| 1990 | Frans Flöjt, bälgmakare            | En midsommarnattsdröm (A Midsummer Night's Dream) William Shakespeare                     | Wilhelm Carlsson   | Dramaten               |
| 1991 | Lucien Tennier En poliskommissarie | I nöd och lust Georges Feydeau                                                            | Ingvar Kjellson    | Dramaten               |
| 1992 |                                    | Den vilda sardinen (Noises Off) Michael Frayn                                             | Tony Verner        | Folkan                 |
| 1993 | Stone                              | City of Angels Larry Gelbart                                                              | Lars-Erik Liedholm | Stockholms stadsteater |
| 1995 | Mr. Mushnik                        | Little shop of horrors Alan Menken och Howard Ashman                                      | Thomas Ryberger    | Chinateatern           |
| 1995 | Ezra Chater                        | Arkadien (Arcadia) Tom Stoppard                                                           | Frej Lindqvist     | Stockholms stadsteater |
| 1996 | Pasqualino                         | Impressarion från Smyrna (L'impresario delle Smirne) Carlo Goldoni                        | Peter Wahlqvist    | Stockholms stadsteater |
| 1997 | Adolf Gedda                        | Spanska flugan (Die spanische Fliege) Franz Arnold och Ernst Bach                         | Thomas Ryberger    | Intiman                |
| 1999 | Sir Francis Chesney                | Charleys tant (Charley's Aunt) Brandon Thomas                                             | Thomas Ryberger    | Intiman                |
| 2000 | Kommissarie Nylander               | Maken till fruar (Run for Your Wife) Ray Cooney                                           | Bo Hermansson      | Oscarsteatern          |
| 2002 |                                    | Pippi Långstrump Astrid Lindgren                                                          | Staffan Götestam   | Göta Lejon             |
| 2005 | Arlequin                           | Kärlekens triumf (Le triomphe de l'amour) Pierre de Marivaux                              | Staffan Roos       | Dramaten               |
| 2005 | Cogsworth                          | Skönheten och odjuret (Beauty and the Beast) Alan Menken, Howard Ashman och Tim Rice      | Hans Berndtsson    | Göta Lejon             |
| 2006 | Beppo                              | Momo eller kampen om tiden (Momo) Michael Ende                                            | Niklas Hjulström   | Stockholms stadsteater |
| 2007 | André Thibault                     | Rivierans Guldgossar (Dirty Rotten Scoundrels) David Yazbek och Jeffrey Lane              | Bo Hermansson      | Cirkus, Stockholm      |
| 2008 | Polis Åke Nylander                 | Kuta och kör (Run for Your Wife) Ray Cooney                                               | Bo Hermansson      | Lorensbergsteatern     |
| 2010 | Osgood Fielding                    | Sugar - I hetaste laget (Sugar) Jule Styne, Bob Merrill och Peter Stone                   | Bo Hermansson      | Oscarsteatern          |
| 2011 | Gösta Lagberg                      | Zpanska flugan (Die spanische Fliege) Franz Arnold och Ernst Bach                         | Leif Lindblom      | Chinateatern           |
| 2012 | Otto Andersson                     | Hjälten från Kalmarsund (Der kühne Schwimmer) Franz Arnold och Ernst Bach                 | Bo Hermansson      | Krusenstiernska gården |
| 2014 |                                    | Charmörer på vift (Der wahre Jacob) Franz Arnold och Ernst Bach                           | Bo Hermansson      | Krusenstiernska gården |
| 2014 | Harry                              | Flashdance the musical Tom Hedley och Robert Cary                                         | Anders Albien      | Chinateatern           |
| 2015 | Underling                          | Förklädet (The Drowsy Chaperone) Bob Martin, Don McKellar, Lisa Lambert och Greg Morrison | Edward af Sillén   | Göta Lejon             |